# Carlos Gómez-Hinostrosa
Carlos Gómez-Hinostrosa (1971) es un botánico, profesor mexicano, que desarrolla su actividad académica en el "Departamento de Biología Comparada", de la Facultad de Ciencias en la Universidad Nacional Autónoma de México.

## Algunas publicaciones
- Héctor m. Hernández M., c. Gómez-hinostrosa, r.t. Bárcenas. 2001. Diversity, spatial arrangement, and endemism of Cactaceae in the Huizache area, a hot-spot in the Chihuahuan Desert. Biodiversity and Conservation 10, 1097–1112

- -------------------------------, -----------------------------, b. Goettsch. 2004. Checklist of Chihuahuan Desert Cactaceae. Harvard Papers in Botany 9, 51–68

- paul r. House, c. Gómez-hinostrosa, Héctor m. Hernández. 2013. Una especie nueva de Peniocereus (Cactaceae) de Honduras. Rev. Mexicana de Biodiversidad 84 (4): 1077-1081

### Libros
- Héctor m. Hernández M., c. Gómez-Hinostrosa. 2011. Mapping the cacti of Mexico. DH Books, Missouri Botanical Garden Press. 128 pp.

- La abreviatura «Gómez-Hin.» se emplea para indicar a Carlos Gómez-Hinostrosa como autoridad en la descripción y clasificación científica de los vegetales.[3]